# Melvin Cruz
Melvin Adalberto Cruz Montesino (ur. 15 stycznia 2001 w San Miguel) – salwadorski piłkarz występujący na pozycji środkowego obrońcy, reprezentant Salwadoru, od 2021 roku zawodnik Dragón.